# High Road (álbum)
No confundir con el álbum The High Road de JoJo.
High Road —en castellano: Largo camino— es el undécimo álbum de estudio de la banda estadounidense Night Ranger y fue publicado en 2014 por Marquee Inc./Avalon en Japón y por Frontiers Records en el resto del mundo.

## Grabación y publicación
Este disco fue grabado en 2014 y fue producido por la banda. Según el vocalista y bajista de la agrupación, Jack Blades, «High Road contiene once temas de calidad que fueron construidos en una fundación del clásico Night Ranger agradable y rock and roll ‹patea-traseros› de alta energía». La publicación del mismo se realizó en diferente fecha según la región; en Japón se lanzó el 21 de mayo, en el continente europeo el 6 de junio y en los EE. UU. cuatro días después.

## Recepción
Al igual que con Somewhere in California, este álbum entró en los listados de popularidad estadounidenses, posicionándose en el lugar 105.º del Billboard 200, aunque también se colocó en los puestos 9.º y 34.º en el Top Hard Rock Albums y Top Rock Albums respectivamente. Mientras tanto, y como sucedió con el décimo disco de estudio de Night Ranger, High Road alcanzó mayor éxito en Japón, llegando hasta la 36.ª posición en las listas del Oricon.

## Edición especial
Al mismo tiempo que se publicó la versión normal, Marquee Inc. y Frontiers Records lanzaron una edición de lujo compuesto de un digipak de CD y DVD; el primero numera dos canciones extras —«The Mountain Song» y «Lay It on Me» en vivo en la edición japonesa y «L.A. No Name» y «The Mountain Song» en la versión internacional—, en tanto el DVD contiene los vídeos musicales de los dos primeros temas del disco, así como un documental acerca de la realización de High Road.

## Lista de canciones
Versión normal japonesa

| Disco compacto |                           |                                                        |          |  |
| N.º            | Título                    | Escritor(es)                                           | Duración |  |
| 1.             | «High Road»               | Jack Blades / Kelly Keagy / Brad Gillis / Colin Blades | 3:54     |  |
| 2.             | «Knock Knock Never Stop»  | Blades / Keagy / Gillis                                | 3:41     |  |
| 3.             | «Rollin' On»              | Blades / Keagy / Gillis                                | 4:44     |  |
| 4.             | «Don't Live Here Anymore» | Blades / Keagy / Gillis / Eric Levy                    | 5:39     |  |
| 5.             | «I'm Coming Home»         | Blades / Keagy / Gillis / Joel Hoekstra                | 4:50     |  |
| 6.             | «X Generation»            | Blades / Keagy / Gillis                                | 4:56     |  |
| 7.             | «Only for You Only»       | Blades / Keagy / Gillis / Levy                         | 4:38     |  |
| 8.             | «Hang On»                 | Blades / Keagy / Gillis                                | 5:38     |  |
| 9.             | «St. Bartholomew»         | Blades / Keagy / Gillis                                | 4:26     |  |
| 10.            | «Brothers»                | Blades / Keagy / Gillis / Levy                         | 4:30     |  |

| Canción extra |                 |              |          |  |
| N.º           | Título          | Escritor(es) | Duración |  |
| 11.           | «Mountain Song» | Jack Blades  | 4:29     |  |

Versión normal internacional

| Disco compacto |                           |                                        |          |  |
| N.º            | Título                    | Escritor(es)                           | Duración |  |
| 1.             | «High Road»               | Blades / Keagy / Gillis / Colin Blades | 3:54     |  |
| 2.             | «Knock Knock Never Stop»  | Blades / Keagy / Gillis                | 3:41     |  |
| 3.             | «Rollin' On»              | Blades / Keagy / Gillis                | 4:44     |  |
| 4.             | «Don't Live Here Anymore» | Blades / Keagy / Gillis / Levy         | 5:39     |  |
| 5.             | «I'm Coming Home»         | Blades / Keagy / Gillis / Hoekstra     | 4:50     |  |
| 6.             | «X Generation»            | Blades / Keagy / Gillis                | 4:56     |  |
| 7.             | «Only for You Only»       | Blades / Keagy / Gillis / Levy         | 4:38     |  |
| 8.             | «Hang On»                 | Blades / Keagy / Gillis                | 5:38     |  |
| 9.             | «St. Bartholomew»         | Blades / Keagy / Gillis                | 4:26     |  |
| 10.            | «Brothers»                | Blades / Keagy / Gillis / Levy         | 4:30     |  |

| Canción extra |                |                   |          |  |
| N.º           | Título         | Escritor(es)      | Duración |  |
| 11.           | «L.A. No Name» | Blades / Hoekstra | 4:26     |  |

Ediciones especiales

| Canciones extra de la versión japonesa |                          |                         |          |  |
| N.º                                    | Título                   | Escritor(es)            | Duración |  |
| 11.                                    | «Mountain Song»          | Jack Blades             | 4:29     |  |
| 12.                                    | «Lay It on Me» (en vivo) | Blades / Keagy / Gillis | 4:36     |  |

| Canciones extra de la versión internacional |                 |          |  |
| N.º                                         | Título          | Duración |  |
| 11.                                         | «L. A. No Name» | 4:26     |  |
| 12.                                         | «Mountain Song» | 4:29     |  |

| DVD |                                          |          |  |
| N.º | Título                                   | Duración |  |
| 1.  | «High Road» (vídeo musical)              |          |  |
| 2.  | «Knock Knock Never Stop» (vídeo musical) |          |  |
| 3.  | «Making of High Road» (documental)       |          |  |

## Créditos

### Night Ranger
- Jack Blades — voz principal, bajo y coros.
- Kelly Keagy — voz principal, batería y coros.
- Brad Gillis — guitarra y coros.
- Joel Hoekstra — guitarra.
- Eric Levy — teclados y coros.

### Músico adicional
- Colin Blades — coros.

### Personal de producción
- Night Ranger — productor.
- James Blades — productor ejecutivo.
- Anthony Focx — ingeniero de sonido, mezcla y edición digital.
- Will Evankovich — ingeniero de sonido.
- Toby Wright — ingeniero de sonido.
- David Donnelly — masterización.
- Stanley W. Decker — trabajo de arte y diseño.
- Grady Brannan — fotógrafo.

## Listas
| Año  | País           | Lista                | Posición máxima |
| ---- | -------------- | -------------------- | --------------- |
| 2014 | Estados Unidos | Billboard 200        | 105.º           |
| 2014 | Estados Unidos | Top Hard Rock Albums | 9.º             |
| 2014 | Estados Unidos | Top Rock Albums      | 34.º            |
| 2014 | Japón          | Oricon Albums Chart  | 36.º            |